# Kerrville Challenger
Il Kerrville Challenger è stato un torneo professionistico di tennis giocato su campi in cemento. Faceva parte dell'ATP Challenger Series. Si è giocata una sola edizione, a Kerrville negli Stati Uniti.

## Albo d'oro

### Singolare
| Anno | Campione | Finalista  | Punteggio     |
| ---- | -------- | ---------- | ------------- |
| 2001 | Alex Kim | Mardy Fish | 6–3, 3–6, 6–4 |

### Doppio
| Anno | Campioni                     | Finalisti                | Punteggio        |
| ---- | ---------------------------- | ------------------------ | ---------------- |
| 2001 | Brandon Hawk Robert Kendrick | Mardy Fish Jeff Morrison | 6–3, 6(7)–7, 6–3 |